# مهدی‌قلی هدایت
مهدی‌قلی هدایت (۱۲۴۳ – ۱۳۳۴) ملقب به مخبرالسلطنه از رجال عصر قاجار و پهلوی، و در مقاطع مختلف متصدی مناصب مختلفی ازجمله حکومت آذربایجان و فارس، نمایندگی مجلس در صدر مشروطه، وزارت علوم، وزارت فواید عامه، وزارت عدلیه، ریاست دیوان تمیز (دیوان عالی کشور) و بالاخره نخست‌وزیر ایران در دوره رضاشاه پهلوی بود؛ و نوه رضاقلی خان هدایت مازندرانی بود.
او فردی ادیب و سخندان، با تسلطی ممتاز به زبان و ادبیات فارسی، عربی، آلمانی بوده و تا حدی فرانسوی و انگلیسی می‌دانست. همچنین در فن گراوور سازی و کلیشه‌سازی سررشته داشت، به علم موسیقی علاقه بسیار می‌ورزید و کتابی نیز در زمینهٔ نت‌نویسی دستگاه‌های موسیقی ایرانی بر جای گذارد که نخستین نمونه در نوع خود است. در ریاضیات، هیئت، فلسفه و اصول تعلیم و تربیت نیز نوشته‌های متعددی دارد.
مهدی‌قلی هدایت در زمرهٔ رجال ناصری است که حوادث زندگی خود و اتفاقات کشور را به صورتی منظم یادداشت کرده، و این نوشتارها امروزه در قالب کتاب‌های متعدد یکی از منابع تاریخ معاصر است. مهم‌ترین اثر او در این زمینه کتاب خاطرات و خطرات است.
هدایت، قریب به پنجاه سال و در عصر پنج پادشاه، گاه در مقام استانداری و وکالت، گاه در مقام وزارت و صدارت، در صحنهٔ سیاسی ایران بازیگری داشت و از مهره‌های اساسی تاریخ معاصر به‌شمار می‌رود.

## زندگی شخصی
او پسر علی‌قلی خان مخبرالدوله و نوهٔ رضاقلی خان هدایت نویسنده و محقق بود.
علاوه بر زبان فارسی و مقدمات عربی، تاریخ، جغرافیا و ریاضیات، زبان فرانسه را به‌خوبی فراگرفت و در سن ۱۵ سالگی برای ادامهٔ تحصیل رهسپار آلمان شد. دو سال در آن کشور اقامت داشت و زبان آلمانی را آموخت، ولی تحصیل مرتبی نکرد و تخصصی نگرفت و به ایران بازگشت و در تلگرافخانه مشغول خدمت شد. در سن بیست سالگی در دارالفنون معلم زبان آلمانی گردید و پس از چندی مترجم زبان آلمانی در دربار ناصرالدین شاه شد و منصب سرتیپی گرفت. سرانجام با سالی ششصد تومان مواجب به ریاست پستخانه رسید.

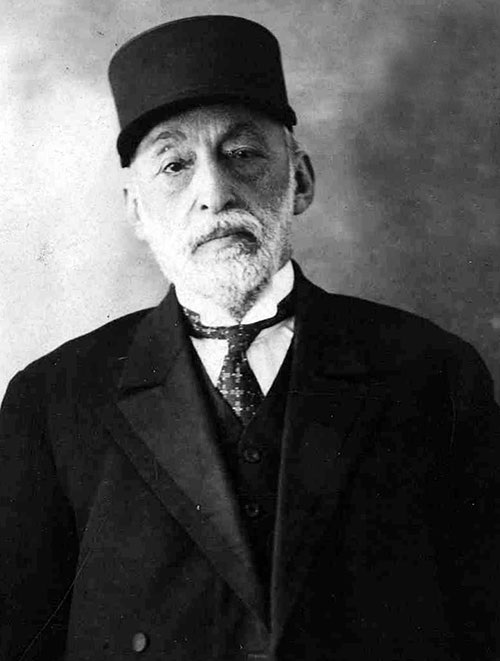
مهدی قلی خان هدایت

او پس از بازگشت از اروپا با دخترعموی خود، دختر نیرالملک ازدواج کرد و صاحب شش فرزند شد. یکی از پسران او، نصرالله هدایت، نمایندهٔ محلات در دورهٔ دهم مجلس شورای ملی بود. دیگر فرزند وی یحیی با درجه ارتشی سروانی (سلطان) در درگیری‌های شهریور ۱۳۲۰ در آذربایجان کشته شد، باقی فرزندان او رشد سیاسی پیدا نکردند.

## زندگی سیاسی

### دوران قاجار
در ۱۳۱۵ ق پس از درگذشت پدرش، مظفرالدین شاه به او لقب مخبرالسلطنه داد و به ریاست گمرکات و پستخانه آذربایجان منصوب شد. دو سال بعد به تهران احضار شد و ریاست مدرسه دولتی علمیه و سایر مدارس را به او سپردند. در سفر دوم مظفرالدین شاه به اروپا با اصرار علی‌اصغرخان اتابک ظاهراً به عنوان مترجم آلمانی جزو همراهان شاه بود. در همین سفر اجازه گرفت چند ماهی در آلمان فن کلیشه سازی و عکاسی را بیاموزد.
پس از یک سال به ایران بازگشت و در دربار مظفرالدین شاه با سمت مترجم آلمانی مشغول خدمت گردید. در ۱۹۰۳.م به همراه علی‌اصغرخان اتابک سفری بی‌سابقه به مکه از طریق دور زدن کره زمین از مسیر مسکو، سیبری، چین، ژاپن، هاوایی، آمریکا، و بالاخره اروپا و مصر نمود که وقایع آن را در کتابی تحت عنوان سفرنامه مکه گردآوری کرده است. پس از بازگشت به تهران چون افکاری آزادیخواه داشت در تشویق و ترغیب مظفرالدین شاه برای صدور فرمان مشروطیت تلاش می‌کرد و در اعطای مشروطیت سهمی شایان داشت.

### پس از مشروطه
پس از صدور فرمان مشروطیت، مخبرالسلطنه از شخصیتی فرهنگی تبدیل به یکی از رجال سیاسی ایران شد. ابتدا رابط بین مجلس و دولت بود و در تنظیم نظامنامهٔ انتخابات دست داشت. سپس در اولین کابینه مشروطیت که به سرپرستی وزیر افخم تشکیل شد به مقام وزارت رسید و وزارت علوم را برعهده گرفت.
در دولت بعدی که ریاست آن با میرزا علی اصغرخان اتابک بود وی در شغل وزارت علوم تثبیت شد. در کابینه‌های ابوالقاسم ناصرالملک همدانی و نظام السلطنه وزارت عدلیه را تا ۲۶ محرم ۱۳۲۶ (اسفند ۱۲۸۶) عهده‌دار شد و از این تاریخ وزارت علوم به او سپرده شدتا اینکه از وزارت به والیگری آذربایجان مأموریت یافت و چندی در آنجا حکومت کرد.

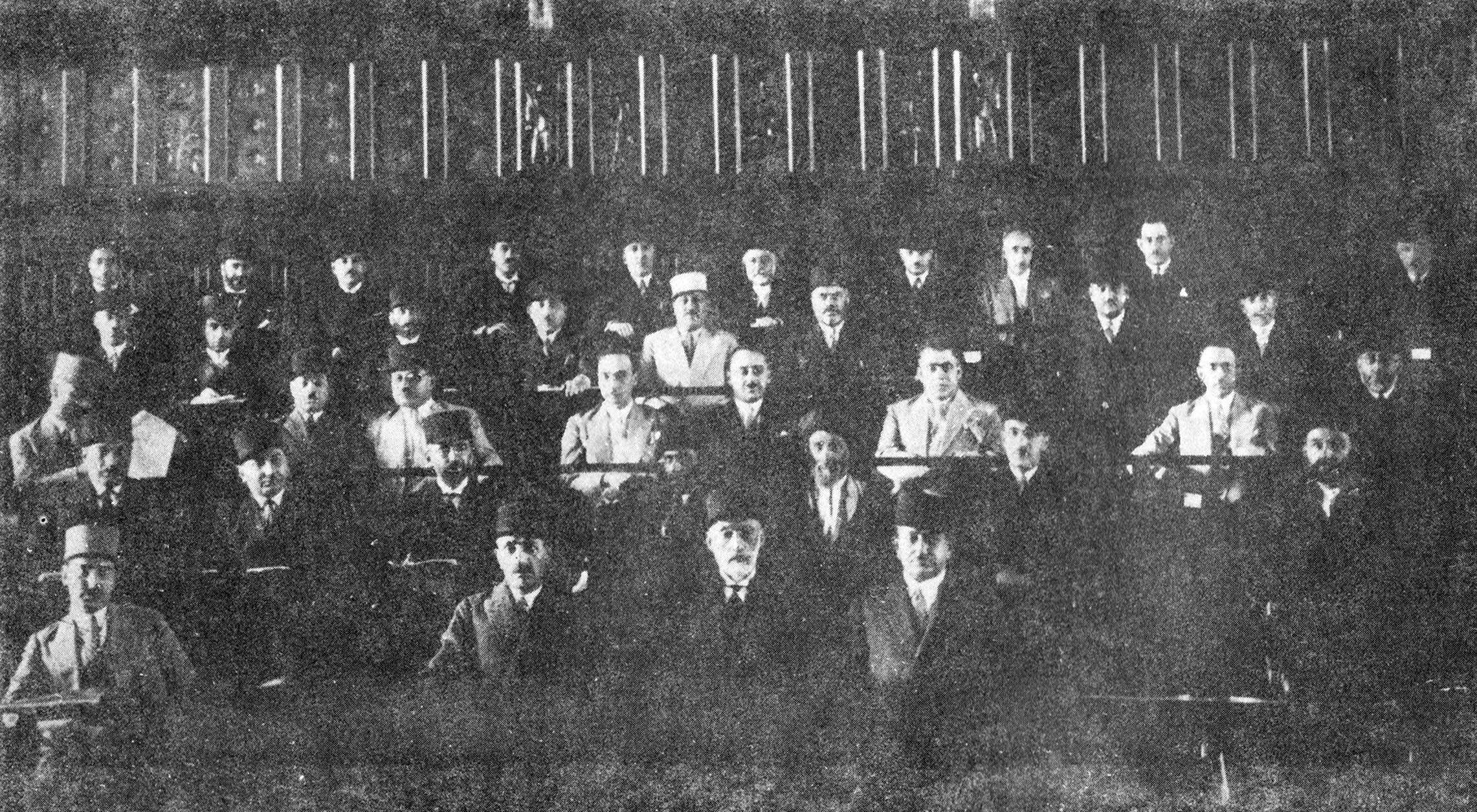
مهدی‌قلی هدایت در کنار جعفرقلی خان بختیاری و محمدعلی فرزین در مجلس شورای ملی

پس از به توپ بستن مجلس و انحلال مشروطیت مخبرالسلطنه نسبت به جان خود بیمناک شد و از راه روسیه به آلمان رفته، در آنجا مقیم شد. پس از پایان استبداد صغیر و پیروزی آزادی‌خواهان و استقرار مشروطیت دوم به ایران آمد و مجدداً والی آذربایجان گردید. وی در این مأموریت با دشواری‌های فراوانی مواجه بود، ازجمله وجود ستارخان و باقرخان در تبریز که خود را فاتح مشروطیت می‌دانستند و اختیارات او را به حداقل رسانده و خواسته خود را جامهٔ عمل می‌پوشاندند.
مخبرالسلطنه پس از قتل برادرش صنیع الدوله بار دیگر از تبریز به اروپا رفت و قریب یک سال در آنجا باقی ماند. پس از مراجعت به ایران این بار استانداری فارس نصیب او شد و سه سال در آن خطه به حکمرانی مشغول بود. سپس به تهران بازگشت و در کابینهٔ مستوفی الممالک که در پنجم ربیع‌الثانی ۱۳۳۳ (اسفند ۱۲۹۳) به مجلس معرفی شد، وزیر عدلیه بود اما عمر این کابینه به بیست روز هم نکشید. در کابینه بعدی مستوفی الممالک وزیر داخله (کشور) و در کابینهٔ عین الدوله وزیر عدلیه شد.
سرانجام در ۱۲۹۹ خورشیدی برای بار سوم والی آذربایجان شد. در این دوره از استانداری وی در آذربایجان حوادث بسیاری پیش‌آمد، من جمله قیام شیخ محمد خیابانی و کشته شدن وی، که منتقدان هدایت او را در وقوع آن دخیل می‌دانند. بلوای ابوالقاسم لاهوتی و ژاندارمهای بندر شرفخانه و نیز شورش سمیتقو از اهم دیگر مسائلی بود که والی با آن مواجه گردید.

### پس از کودتای سوم اسفند
در کودتای سوم اسفند ۱۲۹۹ و روی کار آمدن سیدضیاءالدین طباطبائی، مخبرالسلطنه به خلاف سایر رجال چون قوام السلطنه، مصدق السلطنه و صارم الدوله نه تنها در مقام اعتراض برنیامد بلکه هزار تومان از حقوق ماهیانهٔ خود را نیز به دولت انقلابی کودتا بخشید. در انتخابات دورهٔ چهارم مجلس که بخشی از آن در دوران ریاست وزاریی وثوق الدوله انجام یافت مخبرالسلطنه نامزد حزب دموکرات بود و به وکالت از تهران انتخاب شد اما در پی کودتا و روی کار آمدن دولت سید ضیاء مجلس تشکیل نشد. پس از سقوط کابینه سیدضیاء که مجلس تشکیل شد، قوام‌السلطنه که رئیس‌الوزرا شده بوده برای اینکه مخبرالسلطنه را همچنان والی آذربایجان نگاه دارد، از طریق برخی از نمایندگان طرح اعتبارنامه او را در مجلس پی در پی عقب انداخت تا اینکه در بهمن ۱۳۰۰ مشیرالدوله نخست‌وزیر شد و قیام لاهوتی رخ داد. مشیرالدوله برای اینکه در قیام لاهوتی هم همچون قیام شیخ محمد خیابانی خونریزی رخ ندهد، مخبرالسلطنه را برکنار کرد و اعتبارنامه او در ۲۷ بهمن در مجلس طرح شد اما این بار با اعتراض نمایندگانی همچون سید یعقوب شیرازی نماینده شیراز روبرو شد که مخبرالسلطنه را به دلیل پیشینه اش در فارس و آذربایجان و رفتاری که با ستارخان و باقرخان و شیخ محمد خیابانی داشته، فردی ضد مشروطه دانست که شایستگی نمایندگی ندارد. سید یعقوب گفت: «از لب دریای بوشهر تا پشت دروازه شیراز به واسطه عملیات ایشان غرق خون است … کسی که به محمدعلی میرزا مشروطه مشروعه را نشان داد که هنوز هم اختلاف بین آزادیخواهان و مذهبیون باقی است، مخبرالسلطنه بود». سلیمان میرزا نیز در مخالفت با اعتبارنامه مخبرالسلطنه گفت تنها در صورتی حاضر است به اعتبارنامه او رأی بدهد که او محاکمه شود و بیگناهی اش در دادگاه به اثبات برسد. سرانجام به پیشنهاد شاهزاده محمدهاشم میرزا افسر مجلس رأی داد که رسیدگی به اعتبارنامه به زمانی موکول شود که مخبرالسلطنه در مجلس حضور یابد و از خود دفاع کند. مخبرالسلطنه در شانزدهم فرودین ۱۳۰۱ در مجلس حضور یافت و از خود دفاع کرد. هیاهوی زیادی در این جلسه به پا شد. مدرس و ملک‌الشعرای بهار ضمن انتقاداتی از مخبرالسلطنه خواهان رأی اعتماد به او شدند و سرانجام با ۴۹ رأی از ۷۲ نماینده حاضر، اعتبارنامه اش به تصویب رسید.
مخبرالسلطنه در آستانه نوروز ۱۳۰۲ به عنوان وزیر فوائد عامه و تجارت به کابینهٔ مستوفی الممالک رفت و بعد از سقوط این دولت ظاهراً شغلی به او ارجاع نشد.

### دوران سلطنت رضاشاه
در ۱۳۰۵ (خورشیدی) که مستوفی برای ششمین بار به نخست‌وزیری رسید هدایت را به وزارت فوائد عامه و تجارت منصوب نمود و در تمام مدت زمامداری مستوفی، که کابینهٔ او سه بار ترمیم شد، مخبرالسلطنه در وزارت فوائد عامه مستقر بود. در دوران وزارت او پایه‌های ساخت راه‌آهن در ایران گذاشته شد، او همچنین با شرکتی دانمارکی برای راه اندازی نخستین خطوط اتوبوسرانی در تهران قرارداد بست.
در اواخر کابینه مستوفی، هدایت به ریاست دیوانعالی کشور برگزیده شد. علی‌اکبر داور وزیر عدلیه با اختیاراتی که از مجلس گرفت، حق داشت به دو نفر رتبهٔ یازده قضایی اعطا کند. ریاست تمیز و دادستان کل کشور و مخبرالسلطنه هدایت با رتبهٔ یازده قضایی به ریاست دیوانعالی کشور رسید و رضاقلی هدایت پسر عمو و برادر همسر خود را با رتبهٔ ده قضایی به ریاست شعبه اول تمیز گمارد که ضمناً قائم مقام او در عالی‌ترین مرجع قضایی کشور باشد. در خرداد ماه ۱۳۰۶ مستوفی از ریاست دولت کناره‌گیری کرد و قرعه به نام مخبرالسلطنه هدایت اصابت کرد، البته در این انتخاب رأی و ارادهٔ تیمورتاش بسیار مؤثر بود چون رضاشاه حق انتخاب نخست‌وزیر را به جز خودش به او داده بود. هدایت در یادداشت‌های خود در این مورد نوشته است سعی تیمورتاش در تغییر تصمیم مستوفی مفید نیفتاد.

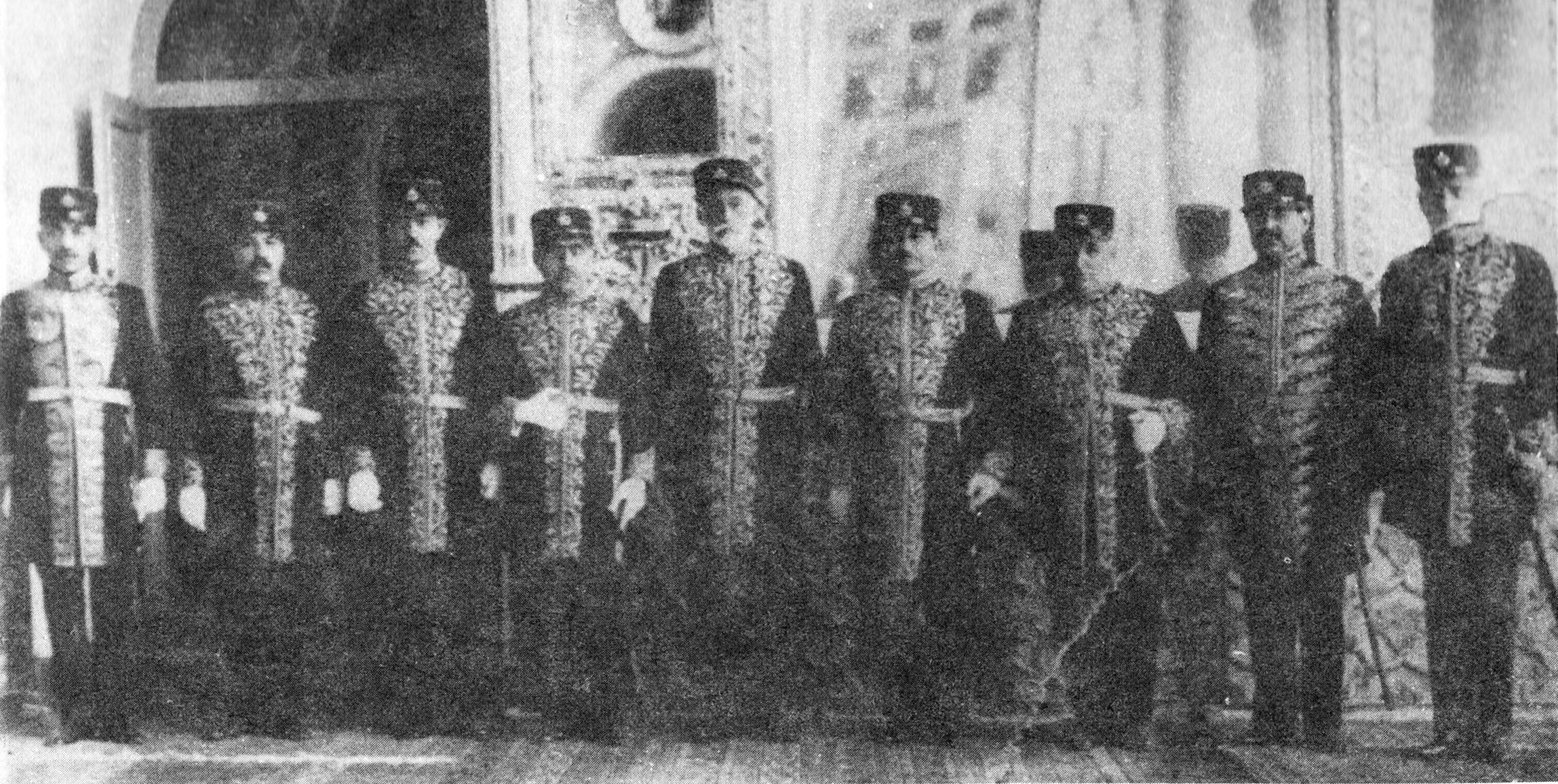
کابینهٔ مهدی قلی خان هدایت

هنگامی که مخبرالسلطنه نخست‌وزیر شد، مستوفی‌الممالک به او پیغام داد: «من تا چانه‌ام به گل فرورفت. شما مواظب باشید که تا فرق‌تان در لجن فرونرود». مخبرالسلطنه هدایت قریب شش سال نخست‌وزیر رضاشاه پهلوی بود. در دوران نخست‌وزیری او پایه‌های دیکتاتوری محکم شد. مادام که تیمورتاش حیات داشت حل و فصل امور با او بود و تا حدی هم داور و سردار اسعد و نصرت الدوله در کارها مداخله داشتند. پس از زندانی کردن نصرت الدوله و تیمورتاش و سلب مصونیت از عدهٔ زیادی وکیلان مجلس هدایت کارگزار مطیعی بود که دستورهای شاه را بدون چون و چرا اجرا می‌کرد که سرانجام دورهٔ او هم سپری شد و در شهریور ۱۳۱۲ از کار برکنار گردید.

### سال‌های پایانی زندگی
پس از استعفای مهدی قلی هدایت، شغلی به او ارجاع نشد. در نهایت مجلس شورای ملی در جلسه ۱۹ آذرماه ۱۳۱۲ ماده واحده‌ای برای او به این شرح به تصویب رسانید: وزارت مالیه مجاز است خدمات آقای مهدیقلی خان هدایت را از تاریخ اول ۱۲۹۸ق الی ۲۵ شهریور ۱۳۱۲ متوالیاً احتساب نموده سند خدمت صادر نماید و آخرین شغل وی ریاست دیوان عالی تمیز را اساس رتبه یازده قضایی قرار دهد. به‌این ترتیب پروندهٔ سیاسی و اداری مهدی قلی هدایت که در دوران پنج پادشاه مصدر مشاغلی بود بسته شد و هر ماه مبلغ سیصد و نود و هشت تومان حقوق بازنشستگی رتبه ۱۱ قضایی به او پرداخت می‌شد.
وی پس از بازنشستگی در ملک ییلاقی خود دروس شمیران اقامت داشت و موقوفاتی از قبیل بیمارستان هدایت، مسجد و مدرسه در آن محله ایجاد نمود. مقبرهٔ او نیز در خیابان بهداد دروس واقع است.

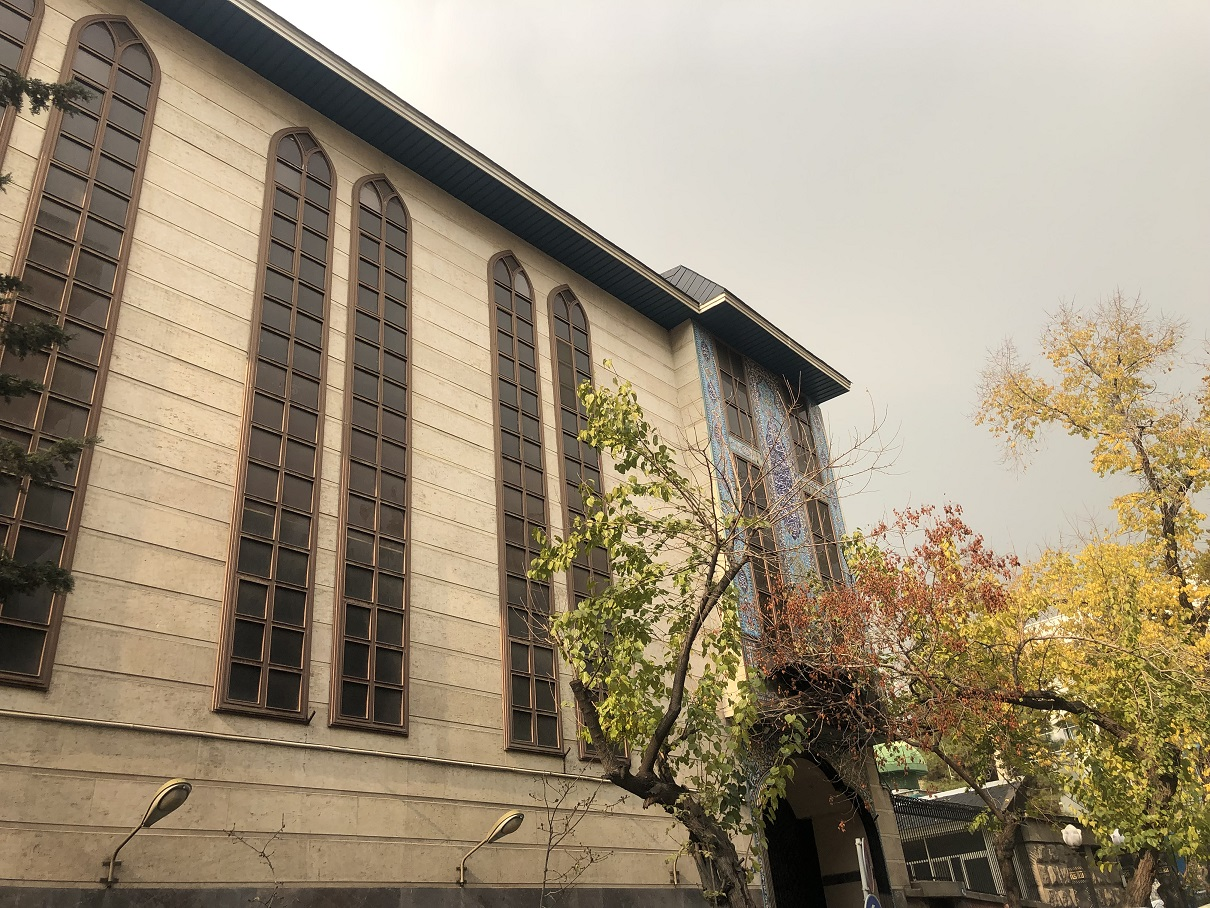
آرامگاه و کتابخانه هدایت